# Isla Pescadores
La Isla Pescadores, también llamada Isla Grande, es una isla perteneciente al Perú situada en el océano Pacífico, a unos 7 km al oeste de la costa del departamento de Lima. Con una superficie de 16,45 hectáreas, es la isla más grande del conjunto de islas que constituyen las llamadas Islas Grupo de Pescadores. La isla destaca por ser el hábitat de numerosas especies de aves marinas de gran importancia en el Perú. Por tal motivo, en el 2009 la isla Pescadores quedó protegida por ley dentro de la Reserva nacional Sistema de Islas, Islotes y Puntas Guaneras, una reserva natural que protege y conserva muestras representativas de la diversidad biológica de los ecosistemas marino-costeros del Perú.

## Descripción geográfica
La isla Pescadores se encuentra bajo la influencia de las aguas frías de la corriente de Humboldt y se localiza en torno a los 11º 46’ de latitud S y los 77° 15’ de longitud O. Tiene aproximadamente 945 metros de longitud, en sentido noroeste-sureste, y 426 m de anchura máxima de norte a sur. 
Sobre el promontorio de esta isla se encuentra ubicado un faro de luz que sirve de guía para las embarcaciones que suelen navegar frente a sus costas.
La isla presenta flancos acantilados y escalinatas para cursar la isla en dirección norte. Dos islotes, visibles a poca distancia de su orilla, conocidos como Gallinazos y Turbao, se encuentran frente a la parte noreste de la isla. Al sureste de Pescadores se encuentran la isla Huacas, a unos 2,5 kilómetros de distancia.

## Diversidad biológica
La isla Pescadores es habitada por grandes colonias de aves marinas, que han encontrado en la isla una zona de alimentación, reproducción y descanso. Entre las principales especies de aves que se reproducen en la isla se encuentran la chuita (Phalacrocorax gaimardi), el cormorán guanay (Phalacrocorax bougainvillii), el piquero peruano (Sula variegata) y el pingüino de Humboldt (Spheniscus humboldti). Asimismo, se puede observar otras especies de aves como el cushuri (Phalacrocorax brasilianus), pelicano peruano (Pelecanus thagus), zarcillo (Larosterna inca), gaviota peruana (Larus belcheri), gaviota dominicana (Larus dominicanus), gaviota gris (Larus modestus), gaviota capucho gris (Larus cirrocephalus), gaviota de Franklin (Larus pipixcan), gallinazo cabeza roja (Cathartes aura), ostrero común (Haematopus palliatus), ostrero negro (Haematopus ater), etc. Entre los mamíferos marinos que habitan la isla se encuentran el lobo marino chusco (Otaria flavescens) y la nutria marina (Lontra felina).
El mundo submarino de la isla Pescadores muestra un impresionante paisaje y mucha vida, donde los peces e invertebrados marinos son los grupos taxonómicos más representativos. Las especies más abundantes de invertebrados, entre moluscos y crustáceos, se encuentran el caracol (Stramonita chocolata), cangrejo (Cancer porteri), caracol babosa (Synum cymba), cangrejo peludo (Cancer setosus), lapa (Fissurella cumingsii), jaiva puñete (Hepatus chiliensis), entre otras especies.